# 델 (연산자)
델 연산자는 벡터 미적분학에서 많이 쓰이는 연산자로써 나블라 기호로 표현하며 함수의 발산이나 회전 등을 나타내는데 사용된다. 어떤 함수 {\displaystyle y=f\left(x\right)}를 미분할 때 미분을 하나의 과정으로 볼 수 있지만 하나의 연산, 즉 {\displaystyle y}를 {\displaystyle {\frac {d}{dx}}}라는 연산자를 사용하여 연산하는 방법으로 바라볼 수도 있다. 델 연산자는 미분 연산자와 마찬가지로 그래디언트를 하나의 연산자로 바라본 것이다.

## 수학적 정의
3차원 공간 {\displaystyle \mathbb {R} ^{3}}에서 델 연산자는 {\displaystyle \nabla =\mathbf {i} {\frac {\partial }{\partial x}}+\mathbf {j} {\frac {\partial }{\partial y}}+\mathbf {k} {\frac {\partial }{\partial z}}}로 정의된다. 비슷한 방식으로 n차원 공간에서의 델 연산자는 다음과 같이 정의된다.
{\displaystyle \nabla =\sum _{i=1}^{n}\mathbf {e} _{i}{\frac {\partial }{\partial x_{i}}}}
여기서 {\displaystyle \mathbf {e} _{i}}는 i번째 좌표만 1이고 나머지는 0으로 채워진 n차원의 표준기저를 의미한다.

## 그래디언트
델 연산자를 어떤 함수 {\displaystyle f:A\subset \mathbb {R} ^{3}\to \mathbb {R} }에 적용시키자. 다시 말해서 {\displaystyle f}를 어떤 스칼라 함수라 하고, {\displaystyle {\overrightarrow {A}}=(A_{x},A_{y},A_{z})}를 3차원 공간상의 어떤 벡터라 하자. 각각은 x,y,z 에 대한 함수다. 이 때, 4가지 연산의 정의는 이렇게 쓸 수가 있다.
{\displaystyle \nabla f=\left(\mathbf {i} {\frac {\partial }{\partial x}}+\mathbf {j} {\frac {\partial }{\partial y}}+\mathbf {k} {\frac {\partial }{\partial z}}\right)f=\mathbf {i} {\frac {\partial f}{\partial x}}+\mathbf {j} {\frac {\partial f}{\partial y}}+\mathbf {k} {\frac {\partial f}{\partial z}}}
이는 그래디언트의 정의와 같다. 3차원이 아닌 공간에서도 비슷한 방식으로 n차원 델 연산자를 이용하여 정의된다.

## 발산
어떤 벡터장 {\displaystyle \mathbf {F} :A\subset \mathbb {R} ^{3}\to \mathbb {R} ^{3}}의 발산 또는 다이버전스는 델 연산자와의 스칼라곱으로 정의된다.
{\displaystyle \operatorname {div} \mathbf {F} =\nabla \cdot \mathbf {F} =\left(\mathbf {i} {\frac {\partial }{\partial x}}+\mathbf {j} {\frac {\partial }{\partial y}}+\mathbf {k} {\frac {\partial }{\partial z}}\right)\cdot \left(F_{1}\mathbf {i} +F_{2}\mathbf {j} +F_{3}\mathbf {k} \right)={\frac {\partial F_{1}}{\partial x}}+{\frac {\partial F_{2}}{\partial y}}+{\frac {\partial F_{3}}{\partial z}}}
여기서 {\displaystyle F_{1},~F_{2},~F_{3}}는 벡터장 {\displaystyle \mathbf {F} }의 성분 스칼라장들이다. 3차원이 아닌 공간에서도 비슷한 방식으로 n차원 델 연산자와 n차원 벡터장의 스칼라곱으로 정의된다.

## 회전
어떤 벡터장 {\displaystyle \mathbf {F} :A\subset \mathbb {R} ^{3}\to \mathbb {R} ^{3}}의 회전 또는 돌개는 델 연산자와의 벡터곱으로 정의된다.
{\displaystyle \operatorname {curl} \mathbf {F} =\nabla \times \mathbf {F} ={\begin{vmatrix}\mathbf {i} &\mathbf {j} &\mathbf {k} \\{\frac {\partial }{\partial x}}&{\frac {\partial }{\partial y}}&{\frac {\partial }{\partial z}}\\F_{1}&F_{2}&F_{3}\end{vmatrix}}=\left({\frac {\partial F_{3}}{\partial y}}-{\frac {\partial F_{2}}{\partial z}}\right)\mathbf {i} +\left({\frac {\partial F_{1}}{\partial z}}-{\frac {\partial F_{3}}{\partial x}}\right)\mathbf {j} +\left({\frac {\partial F_{2}}{\partial x}}-{\frac {\partial F_{1}}{\partial y}}\right)\mathbf {k} }
여기서 {\displaystyle F_{1},~F_{2},~F_{3}}는 벡터장 {\displaystyle \mathbf {F} }의 성분 스칼라장들이며 회전연산자의 결과 {\displaystyle \operatorname {curl} F} 또는 {\displaystyle \nabla \times F}는 같은 차원의 벡터장이다. 3차원이 아닌 공간에서는 정의되지 않지만 2차원 평면에서는 {\displaystyle \mathbf {k} }성분이 없는 3차원 벡터로 놓고 계산하는 경우도 있다.

## 라플라시안
라플라시안 또는 라플라스 연산자 {\displaystyle \nabla ^{2}}은 그래디언트의 발산으로 정의된다.
{\displaystyle \nabla ^{2}f=\nabla \cdot \left(\nabla f\right)=\left(\mathbf {i} {\frac {\partial }{\partial x}}+\mathbf {j} {\frac {\partial }{\partial y}}+\mathbf {k} {\frac {\partial }{\partial z}}\right)\cdot \left(\mathbf {i} {\frac {\partial f}{\partial x}}+\mathbf {j} {\frac {\partial f}{\partial y}}+\mathbf {k} {\frac {\partial f}{\partial z}}\right)={\frac {\partial ^{2}f}{\partial x^{2}}}+{\frac {\partial ^{2}f}{\partial y^{2}}}+{\frac {\partial ^{2}f}{\partial z^{2}}}}
3차원이 아닌 공간에서도 비슷한 방식으로 n차원 그래디언트의 n차원 발산으로 정의된다.

## 관련된 여러 성질들
{\displaystyle c}는 상수이고 함수 {\displaystyle f,~g,~\mathbf {F} ,~\mathbf {G} }는 다음과 같이 정의된다. {\displaystyle f:A\subset \mathbb {R} ^{3}\to \mathbb {R} ,~g:B\subset \mathbb {R} ^{3}\to \mathbb {R} ,~\mathbf {F} :C\subset \mathbb {R} ^{3}\to \mathbb {R} ^{3},~\mathbf {G} :D\subset \mathbb {R} ^{3}\to \mathbb {R} ^{3}}
1. {\displaystyle \nabla \left(f+g\right)=\nabla f+\nabla g}
2. {\displaystyle \nabla \left(cf\right)=c\nabla f}
3. {\displaystyle \nabla \left(fg\right)=f\nabla g+g\nabla f}
4. {\displaystyle g\left(\mathbf {x} \right)\neq 0}인 {\displaystyle \mathbf {x} }에 대해서 {\displaystyle \nabla \left({\frac {f}{g}}\right)={\frac {g\nabla f-f\nabla g}{g^{2}}}}
5. {\displaystyle \nabla \cdot \left(\mathbf {F} +\mathbf {G} \right)=\nabla \cdot \mathbf {F} +\nabla \cdot \mathbf {G} }
6. {\displaystyle \nabla \cdot \left(c\mathbf {F} \right)=c\nabla \cdot \mathbf {F} }
7. {\displaystyle \nabla \cdot \left(f\mathbf {F} \right)=f\nabla \cdot \mathbf {F} +\mathbf {F} \cdot \nabla f}
8. {\displaystyle \nabla \cdot \left(\nabla f\times \nabla g\right)=0}
9. {\displaystyle \nabla \times \left(\mathbf {F} +\mathbf {G} \right)=\nabla \times \mathbf {F} +\nabla \times \mathbf {G} }
10. {\displaystyle \nabla \times \left(c\mathbf {F} \right)=c\nabla \times \mathbf {F} }
11. {\displaystyle \nabla \times \left(f\mathbf {F} \right)=f\nabla \times \mathbf {F} +\nabla f\times \mathbf {F} }
12. {\displaystyle \nabla \times \nabla f=\mathbf {0} }
13. {\displaystyle \nabla \cdot \nabla \times \mathbf {F} =0}
14. {\displaystyle \nabla ^{2}\left(fg\right)=f\nabla ^{2}g+2\left(\nabla f\cdot \nabla g\right)+g\nabla ^{2}f}
15. {\displaystyle \nabla \cdot \left(f\nabla g-g\nabla f\right)=f\nabla ^{2}g-g\nabla ^{2}f}

1번과 2번 성질에 의하여 그래디언트가, 5번과 6번 성질에 의하여 발산이, 9번과 10번 성질에 의하여 회전이 선형변환임을 알 수 있다.

## 역사
델 연산자는 윌리엄 로언 해밀턴이 사원수를 연구하면서 생각해낸 개념으로 그는 {\displaystyle \nabla ={\frac {\partial }{\partial x}}\mathbf {i} +{\frac {\partial }{\partial y}}\mathbf {j} +{\frac {\partial }{\partial z}}\mathbf {k} }로 정의하였다. 만약 3차원 공간의 스칼라장 {\displaystyle f}와 곱하면 {\displaystyle f}의 그래디언트를 얻을 수 있고 3차원 벡터장과 사원수 곱을 하면 스칼라 성분은 발산의 음수, 벡터성분은 회전이다.({\displaystyle \nabla \mathbf {V} =-\nabla \cdot \mathbf {V} +\nabla \times \mathbf {V} }, 여기서 {\displaystyle \nabla \mathbf {V} }는 그래디언트가 아니라 단순히 델과 V의 곱이다.) 그는 이러한 개념들에서 물리적 의미를 찾을 수는 없었지만 중요한 물리적 의미가 있을 것이라고 예상하고 있었다.
델 연산자와 발산, 회전의 물리적 의미를 처음으로 발견한 사람은 제임스 클러크 맥스웰이다. 맥스웰은 그의 논문 <<전기와 자기에 관한 논문>>에서는 발산과 회전을 각각 그 당시 많이 사용되던 단어인 컨버전스(convergence)와 로테이션(rotation)이라 이름 붙이고 전기장과 자기장 사이의 상호작용을 설명하였다. 그는 발산의 물리적 의미를 가우스의 발산정리를 이용하여 설명하였으나 회전의 경우 깊은 물리적 의미를 찾지는 못하였다.
지금의 이름인 ‘발산(영어: divergence)’과 ‘회전(영어: curl)’을 붙인 것은 조사이어 윌러드 기브스이다. 그는 맥스웰보다 발산과 회전의 훨씬 더 근본적인 물리적 의미를 찾아냈다. 그가 찾아낸 발산의 의미는 공간에서 유체의 속도벡터와 공간 상의 어느 한 점에서 유체가 빠져나가는 속도를 잇는 연산자였고, 회전의 의미는 어떤 강체 각 지점의 속도 벡터와 강체의 각속도를 연결짓는 연산자였다.

## 같이 보기
- 맥스웰 방정식
- 나비에-스토크스 방정식

## 참고 문헌
Jerrold E. Marsden, Anthony J. Tromba (2003). 《Vector Calculus(Fifth Edition)》. W. H. Freeman and Company. ISBN 0-7167-4992-0.